# Elva Cars
Elva Cars è stato un costruttore di auto da corsa fondato nel Regno Unito nel 1955 da Frank Nichols e che divenne famoso per le vetture di Formula Junior. Il nome deriva dall'espressione francese elle va ("ella va").
L'azienda fu ceduta alla Trojan nel 1961.

La neonata McLaren, nel 1965, si appoggiò alla Elva per produrre una piccola serie di biposto.